# Symphlebia pyrgion
Symphlebia pyrgion là một loài bướm đêm thuộc phân họ Arctiinae, họ Erebidae.